# Alıncık, Akçakale
Alıncık là một xã thuộc huyện Akçakale, tỉnh Şanlıurfa, Thổ Nhĩ Kỳ. Dân số thời điểm năm 2011 là 532 người.